# リターン・オブ・ザ・インベーダー
『リターン・オブ・ザ・インベーダー』（Return of the invaders）は1985年3月にタイトーから発売された業務用ゲーム。スペースインベーダーシリーズの第3弾である。
前作である『スペースインベーダー パートII』から約6年ぶりに発表された作品であり、パワーアップやチャレンジングステージなど、様々なシステムが追加されている。

## ゲームのルール
2方向レバー、1ボタン（ショット）で基地を守る砲台 XEROVY を操作しながら敵を倒していく。砲台が全滅するか、または残機が何機あってもインベーダーが画面の一番下まで占領されるとゲームオーバーとなる。全20ステージ構成で、ステージ20をクリアするとステージ1の敵配置に戻り、3周目まではスタート時のインベーダーの位置が下がることで難易度が上昇する。ステージ99をクリアすると1周目のステージ1に戻る。
特定のインベーダーは撃たれると編隊から弾き飛ばされて落下してくるが、これをもう一度打つことでボーナス得点が入る。撃墜する高度が低いほど高得点。
スペースインベーダーのトーチカに相当するゼロガード (XERO-GUARD) は部分的に壊すことはできなくなり、一定数自弾か敵弾を受けて耐久力がなくなるか、インベーダーが少しでも触れると全体が破壊される。ただし、中央右よりにある連結部分のみ部分的に破壊でき、ここだけに自弾を当てて壊すことで縦に穴を開けられる。ステージによっては、ゼロカードが一定間隔でスライドするように左右に往復して動く。ステージクリア時にゼロカードは元の状態に修復される。

## チャレンジングステージ
特定のインベーダー（ZICON）を3匹以上残してそれ以外の敵を全て倒すと、マザーシップから多数のインベーダーが降下してくるチャレンジングステージ（ボーナスステージ）が始まる。これは以下の条件で終了する。
- UFOを1分間撃たずにいる
- マザーシップを撃墜
- 敵や敵の攻撃に触れた時
- インベーダーを230匹倒す

インベーダーは1体倒すと300点なので全て倒せば300×230=69000点。また、マザーシップ自体の得点は1万から3万点。
敵の攻撃に触れると自機は破壊されてフレクターは失うが、ボーナス精算画面で自機が復活し残機は減らない。

## フレクター
画面上部を通過するUFOを撃つと、フレクターと呼ばれるアイテムを入手できる。ただし、フレクター部分を撃つとフレクターも壊れてしまう。また、フレクターは自動装着である。
- GAZEL：装着すると連射可能
- GORAL：装着するとビームが拡大
- GOWL：装着すると直線上の敵を全て破壊可能

## 開発
隠しコマンドによって制作スタッフと思われる名前と、「COMIX LTD.」という社名が表示される。表示されるスタッフ3名のうち、2名の名前はコアランド開発による『ペンゴ』(1982年) の隠しコマンドで表示される名前と共通である。なお、一部の資料ではUPL開発という記載もあるものの根拠に乏しく、噂の域を出ないものである。現在はタイトーが権利を持っており、後に複数の機種に移植されている。

## スタッフ
- こでら のぶお (NOBUO KODERA)
- プログラム: 中隈 章 (AKIRA NAKAKUMA)
- かさはら ひかる (HIKARU KASAHARA)
- サウンド: 小倉久佳

## 移植作品
| No. | タイトル                                        | 発売日         | 対応機種              | 開発元             | 発売元                 | メディア     | 型式       | 備考                                            |
| --- | ----------------------------------------------- | -------------- | --------------------- | ------------------ | ---------------------- | ------------ | ---------- | ----------------------------------------------- |
| 1   | スペースインベーダー ポケット                   | 2005年5月12日  | PlayStation Portable  | タイトー           | タイトー               | UMD          | ULJM-05015 |                                                 |
| 2   | タイトーメモリーズII 上巻                       | 2007年3月29日  | PlayStation 2         | タイトー           | タイトー               | DVD-ROM      | SLPM-66713 |                                                 |
| 3   | スペースインベーダー ポケット                   | 2009年1月10日  | PlayStation Portable  | タイトー           | スクウェア・エニックス | ダウンロード | NPJH-50089 |                                                 |
| 4   | イーグレットツー ミニ アーケードメモリーズVol.2 | 2023年12月21日 | イーグレットツー ミニ | 瑞起 ※本体の開発元 | タイトー               | SDカード     | -          | 追加SDカードに入っている10作品の1つとして収録。 |